# مقاطعة بايلي (تكساس)
مقاطعة بايلي (بالإنجليزية: Bailey  County)‏ هي إحدى المقاطعات في ولاية تكساس، الولايات المتحدة الأمريكية، يبلغ عدد سكانها 7,165 نسمة طبقا لإحصاء عام 2010 .

موقع المقاطعة في ولاية تكساس